# Meiji-Zeit

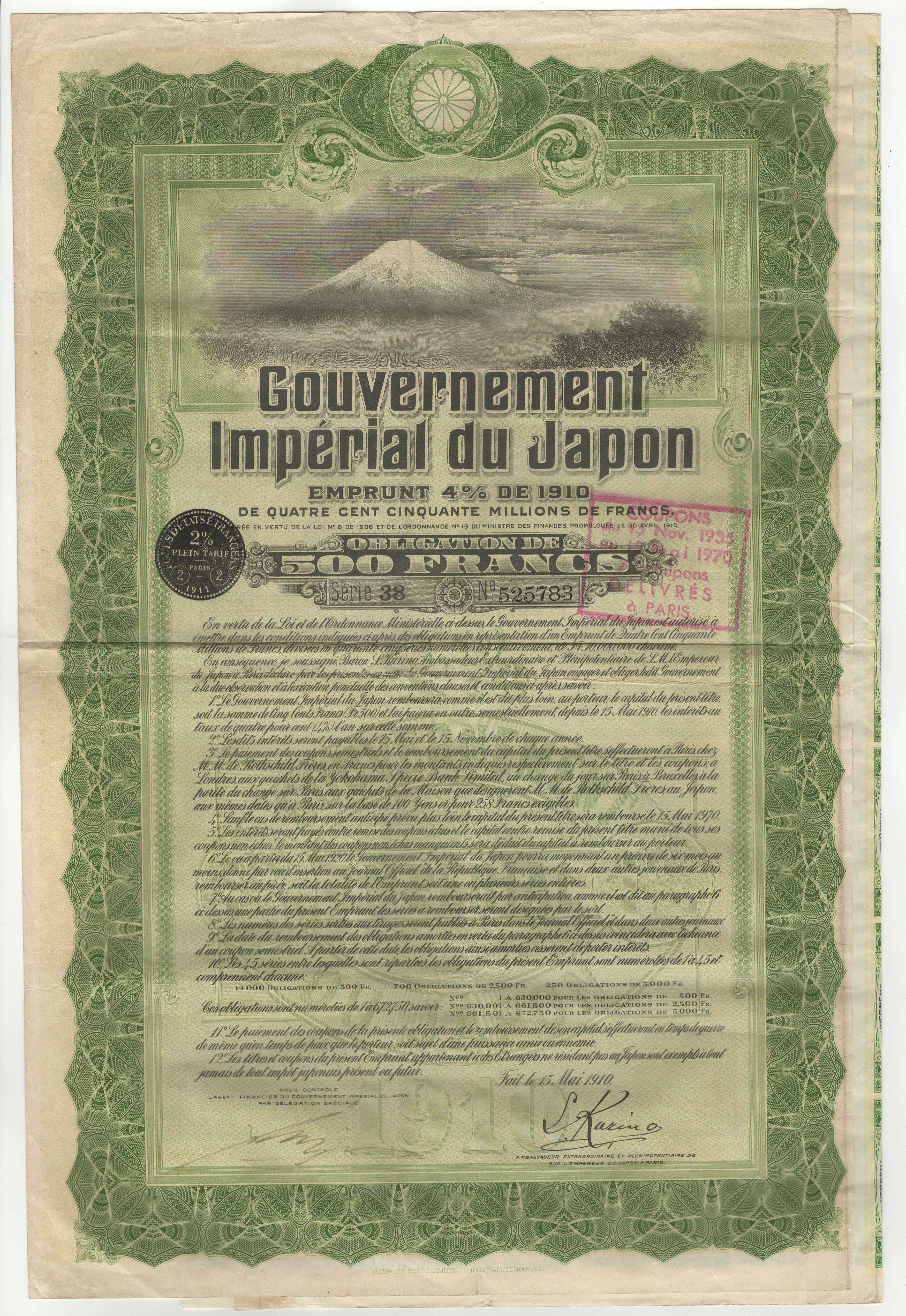
Obligation über 500 Francs von Japan vom 15. Mai 1910; Vignette mit schneebedecktem Fujisan

Als Meiji-Zeit, Meiji-Ära oder Meiji-Periode (jap. 明治時代 Meiji jidai, anhörenⓘ) wird in der japanischen Geschichte die Regierungszeit des Tennōs Mutsuhito (Meiji-tennō) definiert. Sie dauerte vom 25. Januar 1868 bis zum Tod des Kaisers am 30. Juli 1912. Mutsuhito wählte als Regierungsmotto Meiji (明治, Ligatur: ㍾, deutsch: „aufgeklärte Herrschaft“). Beginnend mit der Meiji-Restauration wurde aus dem Feudalstaat Japan eine moderne imperiale Großmacht. Die Entwicklung, die Japan in der Meiji-Zeit durchlief, ist daher grundlegend für die heutige Bedeutung des Landes in der Welt.

## Durch USA erzwungenes Ende der Isolation Japans
Nachdem die USA Kalifornien erworben hatte, verstärkte die US Navy ihre Präsenz im Pazifik und forderte ein Ende der selbstgewählten Abschließung Japans, damit die Häfen für Handelsschiffe zugänglich werden, da sowohl Segler als auch Dampfer, die neben Wasser und Proviant, auch Kohle benötigen. In den Jahren 1853 und 1854 setzte Commodore Matthew Perry mit Hilfe der „Schwarzen Schiffen“ die Kanonenbootpolitik durch und erzwang Verträge mit dem feudalen Japan. Das noch feudal zerstückelte und gegenüber dem Westen technologisch rückständige Japan musste sich reformieren, in der Meiji-Restauration wurde der gleichnamige Kaiser gestärkt.

## Politische, gesellschaftliche und militärische Modernisierung
Das erste politische Großereignis, das in die Herrschaft von Mutsuhito fällt, ist die Meiji-Restauration. Die Macht des Tennō wurde durch die Rebellion der Daimyō der Han (Lehen) Satsuma, Tosa und Chōshū wiederhergestellt und der letzte Tokugawa-Shōgun im Verlauf des anschließenden Boshin-Kriegs endgültig entmachtet. Als die neue Machtfülle des Tennō-Amts sichergestellt war, begann Mutsuhito mit weitergehenden Reformen, die er in seinen fünf Artikeln angekündigt hatte und die zu einem großen Teil auf Ideen basierten, die unter anderem von dem Gelehrten Yoshida Shōin entwickelt worden waren. Zunächst wurde von dem bisher verfolgten fremdenfeindlichen Kurs unter dem Motto Sonnō jōi stillschweigend abgegangen und dieses durch den Slogan „reiches Land, starke Armee“ (富国強兵 fukoku kyōhei) ersetzt. Damit wurde der Weg Japans zu einer militärischen Großmacht bereits in der Anfangsphase der Meiji-Zeit festgelegt.
Um die neu entstandene kaiserliche Herrschaft dauerhaft zu sichern, wurden alle feudalistischen Elemente der Landesverwaltung abgeschafft (Abschaffung der Han). Die Daimyō mussten ihre Han an den Tennō zurückgeben und erhielten eine großzügige finanzielle Entschädigung dafür. Das Land wurde nun in Präfekturen aufgeteilt. Der Tennō verlegte seine Residenz von Kyōto nach Edo, das bereits im Juli 1868 in Tokio umbenannt wurde. Die traditionelle japanische Ständeordnung wurde abgeschafft und durch eine neue, sehr europäisch geprägte, ersetzt. Der Adel wurde aber nicht abgeschafft, sondern erhielt Titel, die an die europäischen angelehnt waren. Aus den Samurai der ehemaligen Lehen Satsuma und Chōshū, die die tragenden Kräfte der Meiji-Restauration waren, bildete sich die sogenannte Meiji-Oligarchie heraus, die den politischen Weg Japans während der Zeit bis 1912 entscheidend mitbestimmte.

### Schulpflicht
Eine weitere, sehr bedeutende Neuerung war die Einführung der allgemeinen Schulpflicht im Jahre 1872, die sich trotz starker Widerstände seitens der ärmeren Landbevölkerung, die häufig nicht in der Lage war, das Schulgeld aufzubringen. Dabei ging der Staat Kompromisse ein und senkte die ursprünglich achtjährige Schulpflicht bei entsprechenden örtlichen Gegebenheiten auf bis zu drei Jahre ab. Das ursprünglich eingeführte Modell orientierte sich an den USA und hatte nur einen einzigen Schultyp für alle Schüler. Im Verlauf wurde ein selektives mehrgliederiges Schulsystem nach preußischem Vorbild eingeführt. Der Großteil der Schüler absolvierte nur eine vierjährige Grundschule. Ergänzend hierzu wurde ab 1880 ein Berufsschulwesen aufgebaut. Nur eine kleine Elite erhielt die Möglichkeit über die Mittel- und Oberschule schließlich an einer der neu geschaffenen kaiserlichen Universitäten zu studieren. Die Einführung westlicher Bildungsmodelle sorgte für erhebliche Widerstände. Lehrer und Schulgebäude wurden Ziele von Gewalt aus der Bevölkerung. Der Bildungsminister Mori Arinori wurde 1899 von einem Ultranationalisten ermordet. 1890 verabschiedete der Hof ein Kaiserliches Erziehungsedikt. Dieses gab konfuzianistischen Wertvorstellungen, der Göttlichkeit des Kaisers und seines Volkes den Vorzug vor liberalen oder individualistischen Ideen. Die Schulpflicht war auch das wichtigste Mittel, die Bevölkerungsgruppen neu kolonialisierter Gebiete in Taiwan, auf den Ryūkyū-Inseln und auf Hokkaidō die Ainu-Bevölkerung zu assimilieren.

### Reform des Militärwesens und beginnende Expansion Japans

Japanische Offiziere kurz vor Beginn der Meiji-Zeit um 1866

Durch die Öffnung zum internationalen Handel 1859 erlebte Japan im Vorfeld des Boshin-Kriegs eine Revolution der Waffentechnik mit dem Import von mindestens einer halben Million Feuerwaffen aus den westlichen Industrieländern. Nach dem Krieg zählte die Regierung rund 370.000 Feuerwaffen und 6.600 Geschütze im Land.
Die Reform des Militärwesens, die nach dem Machtantritt von Tennō Mutsuhito in Angriff genommen wurde, war ein essentieller Schritt zur Umsetzung der Losung Fukoku kyōhei (富国強兵 ‚reiches Land, starke Armee‘). Die Auseinandersetzungen der Satsuma-Han mit den Europäern in den Jahren 1863 bis 1865 hatten gezeigt, dass das japanische Militär in seiner traditionellen Form deutlich unterlegen war. Auch hier wurde durch das Kopieren und Anpassen an westliche Errungenschaften ein unglaublich schneller Fortschritt erzielt. Um die japanischen Streitkräfte zu modernisieren, reiste der ehemalige Samurai und Oberkommandierende der neuen japanischen Armee Yamagata Aritomo 1869 nach Europa und studierte dort das westliche Militärwesen. Nach seiner Rückkehr begann er sofort mit der Reform des japanischen Militärs. Diese gipfelte schließlich in der Einführung der allgemeinen Wehrpflicht zum Beginn des Jahres 1873. Gegen diese Reform gab es erhebliche Widerstände. Auf der einen Seite waren vor allem die Samurai gegen diese Neuerung, da damit ihr gesellschaftlicher Stand funktionslos geworden war. Auf der anderen Seite waren auch die Bauern gegen die Wehrpflicht, da schlimme Gerüchte über das Schicksal der Eingezogenen die Runde machten. Die Samurai, die diese Veränderung nicht akzeptieren wollten, versammelten sich um Saigō Takamori und rebellierten. Dieser als Satsuma-Rebellion bekannte Aufstand wurde von den kaiserlichen Truppen unter der Führung von Ōkubo Toshimichi und Yamagata Aritomo niedergeschlagen. Die Niederlage der Samurai besiegelte das endgültige Verschwinden dieses Kriegerstandes aus der japanischen Gesellschaft.
Parallel zum Aufbau der Armee wurde die Kaiserlich-Japanische Marine nach britischem Vorbild aufgebaut. Japan schickte Offiziere zur Ausbildung nach Großbritannien und an der 1873 gegründeten Marineakademie lehrten Angehörige der Royal Navy. Japan modernisierte seine Flotte in den ersten Jahrzehnten der Meiji-Zeit durch Kriegsschiffe aus britischen Werften. 1893 erlangte die Marine durch die Schaffung einer Admiralität die organisatorische Gleichstellung mit der Armee und direkten Zugang zum Tenno.

### Außenpolitik

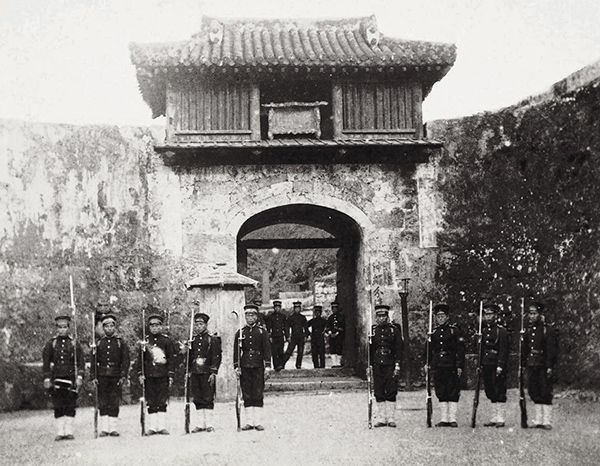
Japanische Soldaten bei der Besetzung des Regierungssitzes der Ryukyu-Inseln, 1879

Um Japan die Möglichkeit zu geben, den politischen und wirtschaftlichen Anschluss an die europäischen Länder schnell herzustellen, begann man gezielt diplomatische Missionen zu entsenden. Die wichtigste dieser diplomatischen Reisen ist die nach ihrem Leiter Iwakura Tomomi benannte Mission, die von 1871 bis 1873 dauerte und zur Bildung von weitreichenden wirtschaftlichen Kontakten mit den europäischen Ländern und den USA führte. So hatte das nach dem Boshin-Krieg neu geeinte Kaiserreich Japan 1873 seinen ersten Auftritt auf einer Weltausstellung in Wien. Die ersten Banknoten der neu eingeführten Währung Yen wurden in Frankfurt am Main gedruckt. Neben diesen offiziellen Missionen wurden sehr viele japanische Studenten an die europäischen Hochschulen geschickt, um sich dort fundiertes technisches Wissen anzueignen. Zu guter Letzt wurden bis 1899 über 3000 europäische Experten (o-yatoi gaikokujin) in das Land gebracht, die ihr technisches und militärisches Wissen weitergaben.
Die durch die Reformen gewonnene militärische Stärke wurde sehr schnell zur Erweiterung der japanischen Einflusssphären in Ostasien genutzt. Bereits am 25. Mai 1874 landeten japanische Truppen auf der chinesischen Insel Taiwan (Formosa). Die 5.000 Soldaten trafen auf unerwartet hohen militärischen Widerstand. Durch britische Vermittlung erkannte China aber die japanische Oberhoheit über die Insel an. 1876 annektierte Japan die strategisch wichtigen, unbewohnten Bonin-Inseln, von welchen sich die Schifffahrtswege zwischen Amerika und Ostasien kontrollieren ließen. 1879 annektierte Japan die Ryūkyū-Inseln als Präfektur Okinawa. Der dortige Monarch wurde als Adliger in das japanische Herrschaftssystem eingegliedert.
Im Februar 1876 zwang Japan Korea mit dem Japanisch-Koreanischen Freundschaftsvertrag zur Öffnung der Häfen Incheon, Wŏnsan und Busan. Der militärische Aufstieg Japans gipfelte schließlich in Siegen im Ersten Chinesisch-Japanischen Krieg (1895) und im Russisch-Japanischen Krieg (1905), die dazu führten, dass Japan die Insel Taiwan, die Ryūkyū-Inseln, das südliche Sachalin und Korea seinem Staatsgebiet einverleiben konnte. Gegen Ende der Meiji-Zeit war aus Japan eine imperialistische Großmacht geworden, die mit Amerika und den europäischen Kolonialmächten um Absatzmärkte und Einflusssphären konkurrierte. Die Japan 1855 aufgezwungenen „Ungleichen Verträge“ beziehungsweise die Exterritorialität der Vertragshäfen konnten 1894/1911 aufgehoben werden.

### Die Demokratiebewegung Japans
Japan entwickelte sich während der 1870er und 1880er Jahre von einer absoluten Monarchie zu einer konstitutionellen Monarchie, deren Verfassung am 11. Februar 1889 verabschiedet wurde und die bis 1946 in Kraft war.

#### Entstehung japanischer Volksparteien
Ab 1874 wurde der Konflikt um Mitbestimmung des japanischen Volks bei der Regierung des Landes zwischen der „Bewegung für Freiheit und Bürgerrechte“ (自由民権運動 jiyū minken undō) und den Anhängern eines Obrigkeitsstaats nach preußischem Muster ausgetragen, die hauptsächlich in der Meiji-Oligarchie zu finden waren. Die erste dieser politischen Strömungen wurde von dem aus Tosa stammenden Itagaki Taisuke angeführt, der 1873 wegen der Korea-Affäre von seinem Posten im Regierungsrat zurückgetreten war. Im Gegensatz zu Saigō Takamori bevorzugte er jedoch friedliche Mittel, um seine Interessen durchzusetzen. Itagaki verfasste mit anderen 1874 das Tosa-Manifest, das die uneingeschränkte Herrschaft der Meiji-Oligarchie kritisierte. Nachdem er 1875 seine Anhänger in der landesweiten Bewegung Aikokusha (愛国社 ‚Gesellschaft der Patrioten‘) organisiert hatte, gründete er 1881 die japanische Partei Jiyūtō (自由党 ‚Liberale Partei‘), die sich für eine Regierungsform nach französischem Muster einsetzte. Es folgte die Entstehung der Partei Rikken Kaishintō (立憲改進党 ‚Konstitutionelle progressive Partei‘), deren bedeutendster Politiker Ōkuma Shigenobu war und die eine konstitutionelle Monarchie nach dem Vorbild Großbritanniens forderte.

#### Konservative Reaktion und Verabschiedung der Verfassung
Die konservativen Meiji-Oligarchen, deren bedeutendste Vertreter der aus Chōshū stammende Itō Hirobumi sowie Yamagata Aritomo und Iwakura Tomomi waren, reagierten nach anfänglich völliger Ablehnung der demokratischen Bewegung damit, dass sie ihrerseits 1882 die Rikken Teiseitō (Partei der Kaiserlichen Herrschaft) gründeten; Yamagata Aritomo war jedoch zeit seines Lebens kein Parteimitglied. Die Meiji-Oligarchie wurde vom Tennō Mutsuhito unterstützt. Obwohl erst der Druck der Bevölkerung und der daraus hervorgegangenen demokratischen Parteien den Tennō gezwungen hatte, eine Verfassung ausarbeiten zu lassen, bestimmten die konservativen Meiji-Oligarchen zum großen Teil deren Gestaltung. Dies wurde auch durch die zunehmende Zerstrittenheit der japanischen Demokratiebewegung gefördert. Es entstand eine Verfassung, die sich sehr am Vorbild des preußischen Obrigkeitsstaats orientierte und dem Tennō eine große Machtfülle sicherte. Zugeständnisse an die Demokraten waren die Schaffung des japanischen Parlaments (Reichstag), das sich analog zum britischen Parlament aus Oberhaus und Unterhaus zusammensetzte. Da sich das Oberhaus jedoch hauptsächlich aus den Adligen der Meiji-Oligarchie zusammensetzte und der Tennō in der Lage war, jeden Entschluss des Parlaments durch sein Veto zu stoppen, war der Einfluss der Demokraten auf die Regierung immer noch gering. Die Meiji-Oligarchen konnten ihren Status durch den Titel genrō zusätzlich festigen. Dennoch ist die demokratische Bewegung ein Meilenstein in der Geschichte Japans, da sich das Bürgertum zum ersten Mal um die Entwicklung des Landes kümmerte.

### Weitere politische Entwicklung bis zum Ende der Meiji-Periode
In den Jahren nach der Verabschiedung der Verfassung übte die Meiji-Oligarchie auch weiterhin die Macht in Japan aus. Dies wird schon daraus ersichtlich, wenn man betrachtet, welche Personen bis zum Ende der Meiji-Zeit das Amt des japanischen Ministerpräsidenten innehatten: Itō Hirobumi brachte es selbst auf vier Amtszeiten. Trotzdem wurden politische Probleme während dieser Zeit durch die Suche nach Kompromissen gelöst, und die demokratischen Bewegungen gewannen an Stärke. Auch die Meiji-Oligarchen begannen in zunehmendem Maße politische Parteien als Mittel zur Durchsetzung ihrer Interessen anzusehen.

## Wirtschaftliche Entwicklung

### Industrielle Revolution in Japan
Die Industrielle Revolution durchlief Japan während der Meiji-Zeit. Unter dem Motto „Ein reiches Land durch eine starke Armee“ (富国強兵 fukoku kyōhei) und „Förderung neuer Industrie“ (殖産興業 shokusan kōgyō) durch die Meiji-Regierung war die Wirtschaft nach europäischem Stil organisiert.
- 1871 Abschaffung der Han und Errichtung der Präfekturen
- 1872 Erste Eisenbahn zwischen Tokio und Yokohama
- 1872 Gründung der Tomioka Silk Mill
- 1880 National Industrial Exhibition
- 1901 Gründung der Eisenhütte Yawata

In der Landwirtschaft förderte die Regierung den Aufbau von Schafs-, Rinder- und Pferdehaltung, insbesondere in Hokkaido. Hierbei bediente sich die Regierung ausländischer Berater aus den USA. Aus landwirtschaftlichen Gründen wurden auch die in Japan heimischen Wolfsunterarten, der Honshū-Wolf und der Hokkaidō-Wolf teils durch Dezimierung der als Nahrungsgrundlage dienenden Rotwildbeständen und durch Bejagungskampagnen vollständig ausgerottet.
1871 wurde der Yen als Währung nach westlichem Vorbild auf das Dezimalsystem aufgebaut. Die Modernisierungspolitik der Regierung schuf ein Bankenwesen nach US-amerikanischem Modell. 1876 wurde mit der Mitsui-Bank das erste Geldinstitut in Privatbesitz zugelassen. 1882 wurde die Bank of Japan als Zentralbank nach europäischem Modell gegründet. Insgesamt kam es zur Gründung von rund 100 privaten und staatlichen Banken, unter anderem spezialisierter Institute für Industrieförderung oder Außenhandel.
Im Rahmen der Industrialisierung konnte Japan auf heimische Kohlevorkommen zurückgreifen, welche den essentiellen Energieträger des wirtschaftlichen Aufschwungs darstellte. Die Förderung stieg von 208.000 Tonnen auf drei Millionen Tonnen 1890 und 31 Millionen Tonnen im Jahre 1919. Die Minen waren zunächst in Staatsbesitz, wurden aber ab 1888 privatisiert und von den entstehenden Zaibatsu betrieben. Sowohl Frauen und Männer arbeiteten im Kohlebergbau, der von einer hohen Zahl von Grubenunglücken mit jeweils hunderten von Todesopfern geprägt war. Ebenso erlebte der Kupferbergbau eine Expansion, wobei hier das Ashio-Kupferbergwerk eine zentrale Position einnahm und rund ein Viertel der japanischen Produktion stellte. 1895 hatte Japan rund 6400 Kilometer elektrische Kupferleitungen fertiggestellt. Die Umweltzerstörung durch den Bergbau sorgte vor Ort zu schweren Umweltschäden und Gesundheitsschäden für die dortige Bevölkerung, welche sich lokal in einer erniedrigten Geburtenrate und verringerten Lebenserwartung manifestierten. Die Umweltprobleme wurden von Reichstagesabgeordneten Tanaka Shōzō kontrovers thematisiert und begründeten die Wurzeln der heutigen Umweltbewegung in Japan.
Die Kosten der wirtschaftlichen Modernisierung wurden maßgeblich durch die Besteuerung der Bauern finanziert. Während der Togukawa-Zeit mussten diese rund 40 % bis 60 % ihrer Ernte abgeben. 1873 wurde eine Reform der Grundsteuer verabschiedet, die 3 % des Marktwerts des Landes betraf. Zunächst senkte dies den Anteil der für Steuern verkauften Ernte auf rund ein Drittel. Dadurch, dass die Steuer nicht in Naturalien, sondern in Geld bezahlt wurde, gerieten die Bauern bei Währungsschwankungen und Bodenwertsteigerungen unter Druck. Rund 80 % des Steueraufkommens wurden durch die Grundsteuer für Bauern bestritten. Die Besteuerungspolitik führte dazu, dass viele bäuerliche Haushalte, welche aus dem abgeschafften Feudalsystem zur Begleichung der Steuerschulden ihren Landbesitz verpfänden mussten. Infolge der ökonomischen Belastungen und gesellschaftlichen Umbrüche kam es häufig zu Unruhen und Aufständen in der Provinz. Während des Chichibu-Zwischenfalls rebellierte eine politische Bewegung der armen Landbevölkerung aus der Region Kantō gegen die Zentralregierung. Ihr Anführer Tashiro Eisuke organisierte eine Armee und rief sich in einer revolutionären Regierung zum Premierminister aus. Die Zentralmacht konnte die Rebellion nach Gefangennahme von rund 3.000 Rebellen und der Hinrichtung von Tashiro beenden.
Auch die Emanzipationsbestrebungen der Regierung gegenüber den außerhalb des überwundenen Ständesystems stehenden Unreinen führte zu gewalttätigen Auseinandersetzungen. In Mimasaka führte die Gleichstellung der rund 7 % der Gesamtbevölkerung umfassenden Ausgestoßenen sowie Verschwörungstheorien über die Wehrpflicht zu einer örtlichen Revolte, welche vom Militär niedergeschlagen wurde.

### Besiedlung von Hokkaido
Die nördliche Hauptinsel Japans Hokkaido war bis Mitte des 19. Jahrhunderts nur sehr dünn besiedelt. 1869 hatte die Insel rund 58.000 Einwohner, davon 10.000 Ainu. Bis zum Ende der Meiji-Periode 1912 lebten auf Hokkaido rund 1,7 Millionen Einwohner. Die kaiserliche Regierung gründete eine Entwicklungsagentur unter Leitung von Kuroda Kiyotaka, welche die Besiedlung der Insel fördern sollte. Zu Beginn der Besiedlung wurde auch ein Wehrbauernsystem geschaffen, welches nun statuslosen Samurai eine neue Aufgabe geben sollte. Die Mehrheit der Siedler bestand allerdings aus dem ehemaligen Bauernstand. Motivation der Besiedlung war die Befürchtung der japanischen Führungselite es könnte zu einer russischen Landnahme auf der Nordinsel kommen. In der neugewonnenen Präfektur entstand eine Gesellschaft mit diversivierter Wirtschaft. 1896 arbeiteten ein Drittel der Einwohner in der Landwirtschaft.

## Naturkatastrophen
- 1891 Mino-Owari-Erdbeben

## Umrechnung in den Gregorianischen Kalender
In der japanischen Geschichtsschreibung ist es üblich, die Zeitangaben relativ zu den Herrschaftsjahren des zu dieser Zeit regierenden Tennōs zu machen. Die folgende Tabelle stellt eine Hilfe bei der Konvertierung von Meiji-Jahren in die üblichen gregorianischen Kalenderjahre dar.
Bis in das Jahr 1872 wurde der chinesische Lunisolarkalender verwendet, der eine andere Tages- und Monatszählung als der Gregorianische Kalender hat. Die folgende Tabelle gibt deshalb für den Zeitraum 1868 bis 1872 für den Anfang eines jeden japanischen Mondmonats (月) das westliche Datum an. 閏x月 bezeichnet Schaltmonate. Mondmonate mit weniger als 30 Tagen sind in braun dargestellt.
| Meiji 1    | 1月       | 2月  | 3月  | 4月  | 閏4月 | 5月  | 6月  | 7月  | 8月   | 9月   | 10月   | 11月      | 12月      |
| ---------- | --------- | ---- | ---- | ---- | ----- | ---- | ---- | ---- | ----- | ----- | ------ | --------- | --------- |
| Greg. Kal. | 1868/1/25 | 2/23 | 3/24 | 4/23 | 5/22  | 6/20 | 7/20 | 8/18 | 9/16  | 10/16 | 11/14  | 12/14     | 1869/1/13 |
| Meiji 2    | 1月       | 2月  | 3月  | 4月  | 5月   | 6月  | 7月  | 8月  | 9月   | 10月  | 11月   | 12月      |           |
| Greg. Kal. | 1869/2/11 | 3/13 | 4/12 | 5/12 | 6/10  | 7/9  | 8/8  | 9/6  | 10/5  | 11/4  | 12/3   | 1870/1/2  |           |
| Meiji 3    | 1月       | 2月  | 3月  | 4月  | 5月   | 6月  | 7月  | 8月  | 9月   | 10月  | 閏10月 | 11月      | 12月      |
| Greg. Kal. | 1870/2/1  | 3/2  | 4/1  | 5/1  | 5/30  | 6/29 | 7/28 | 8/27 | 9/25  | 10/25 | 11/23  | 12/22     | 1871/1/21 |
| Meiji 4    | 1月       | 2月  | 3月  | 4月  | 5月   | 6月  | 7月  | 8月  | 9月   | 10月  | 11月   | 12月      |           |
| Greg. Kal. | 1871/2/19 | 3/21 | 4/20 | 5/19 | 6/18  | 7/18 | 8/16 | 9/15 | 10/14 | 11/13 | 12/12  | 1872/1/10 |           |
| Meiji 5    | 1月       | 2月  | 3月  | 4月  | 5月   | 6月  | 7月  | 8月  | 9月   | 10月  | 11月   | 12月      |           |
| Greg. Kal. | 1872/2/9  | 3/9  | 4/8  | 5/7  | 6/6   | 7/6  | 8/4  | 9/3  | 10/3  | 11/1  | 12/1   | 12/30     |           |

Ab Meiji 6 (1873) folgen Jahresbeginn und -ende und die Einteilung und Zählung der Tage und Monate dem Gregorianischen Kalender; Kalenderjahre sind somit in Datumsangaben ab 1873 ohne Datumsumrechnung austauschbar.
| Meiji-Jahr               | 6    | 10   | 15   | 20   | 25   | 30   | 35   | 40   | 41   | 42   | 43   | 44   | 45   |
| ------------------------ | ---- | ---- | ---- | ---- | ---- | ---- | ---- | ---- | ---- | ---- | ---- | ---- | ---- |
| Gregorianischer Kalender | 1873 | 1877 | 1882 | 1887 | 1892 | 1897 | 1902 | 1907 | 1908 | 1909 | 1910 | 1911 | 1912 |

Meiji 45 endete mit dem 30. Juli 1912.